# Mile Maslać
Mile Maslać (Cerovica, 21. veljače 1949. - Zagreb, 11. siječnja 2007.)hrvatski je pjesnik i putopisac.
Jedan je od pokretača hrvatskog tjednika za kulturu Hrvatskog slova, gdje je bio zamjenikom glavnog urednika.
Filozofski fakultet završio u Zagrebu. Radio kao urednik, lektor i korektor u nakladničkim kućama. Prevodio je sa slovenskog i njemačkog jezika. 

## Djela[1]
- Odraslima ulaz zabranjen (pjesme, 1976.)
- Metafizički posjetilac (pjesme, 1978.)
- Ljubav na granici (pjesme, 1981.)
- Bog u novcu-vrag na koncu i druge priče, 1984. (zajedno sa Stjepanom Džaltom)
- Privikavanje (pjesme, 1991.)
- Križni put (pjesme, 1993.).
- Istra: turistički vodič, 2004. (suautori Josip Bratulić, Ana Ivelja-Dalmatin)
- Pod vatrom ognjišta, 2007.

Neke pjesme mu je na poljski jezik prevela poljska književnica Łucja Danielewska. Nalaze se u antologiji Żywe źródła.
Zastupljen je u antologiji hrvatskog pjesništva druge polovice dvadesetog stoljeća, priređivača prof. dr Stijepe Mijovića-Kočana Skupljenoj baštini, u antologiji hrvatske duhovne poezije Krist u hrvatskom pjesništvu: od Jurja Šižgorića do naših dana prireditelja Vladimira Lončarevića, antologiji hrvatskog putopisa Hrvatski putopis: od XVI. stoljeća do danas prireditelja Dubravka Horvatića i drugima.
Bio je član Društva hrvatskih književnika.
Neke od njegovih knjiga iz kasnijih izdanja ilustrirao je poznati hrvatski ilustrator Ivan Antolčić.

## Nagrade i priznanja
- 2005.: Nagrada "Antun Branko Šimić" za knjigu pjesama Vrijeme pripravnosti